# Zaragoza, Coatzingo
Zaragoza är en ort i Mexiko.   Den ligger i kommunen Coatzingo och delstaten Puebla, i den sydöstra delen av landet, 140 km sydost om huvudstaden Mexico City. Zaragoza ligger 1 182 meter över havet och antalet invånare är 314.
Terrängen runt Zaragoza är huvudsakligen kuperad, men den allra närmaste omgivningen är platt. Zaragoza ligger nere i en dal. Runt Zaragoza är det glesbefolkat, med 15 invånare per kvadratkilometer. Närmaste större samhälle är Coatzingo, 2,8 km norr om Zaragoza. I omgivningarna runt Zaragoza växer huvudsakligen savannskog.